# Aufait
Aufait est un quotidien gratuit marocain créé en 2007, tiré à 50 000 exemplaires depuis 2009 et distribué sur Casablanca, Rabat, Marrakech, Fès, Meknes, Tanger, Kénitra, Agadir et Mohammedia. 
La pagination moyenne actuelle du journal est de 16 à 24 pages au format tabloïd.